# Lexington, Illinois
Lexington là một thành phố thuộc quận McLean, tiểu bang Illinois, Hoa Kỳ. Năm 2010, dân số của thành phố này là 2060 người.

## Dân số
Dân số qua các năm:
- Năm 2000: 1912 người.
- Năm 2010: 2060 người.